# Lepidomyia calopus
Lepidomyia calopus är en tvåvingeart som först beskrevs av Friedrich Hermann Loew 1864.  Lepidomyia calopus ingår i släktet Lepidomyia och familjen blomflugor.
Artens utbredningsområde är Kuba. Inga underarter finns listade i Catalogue of Life.